# Aarne Michaël Tallgren

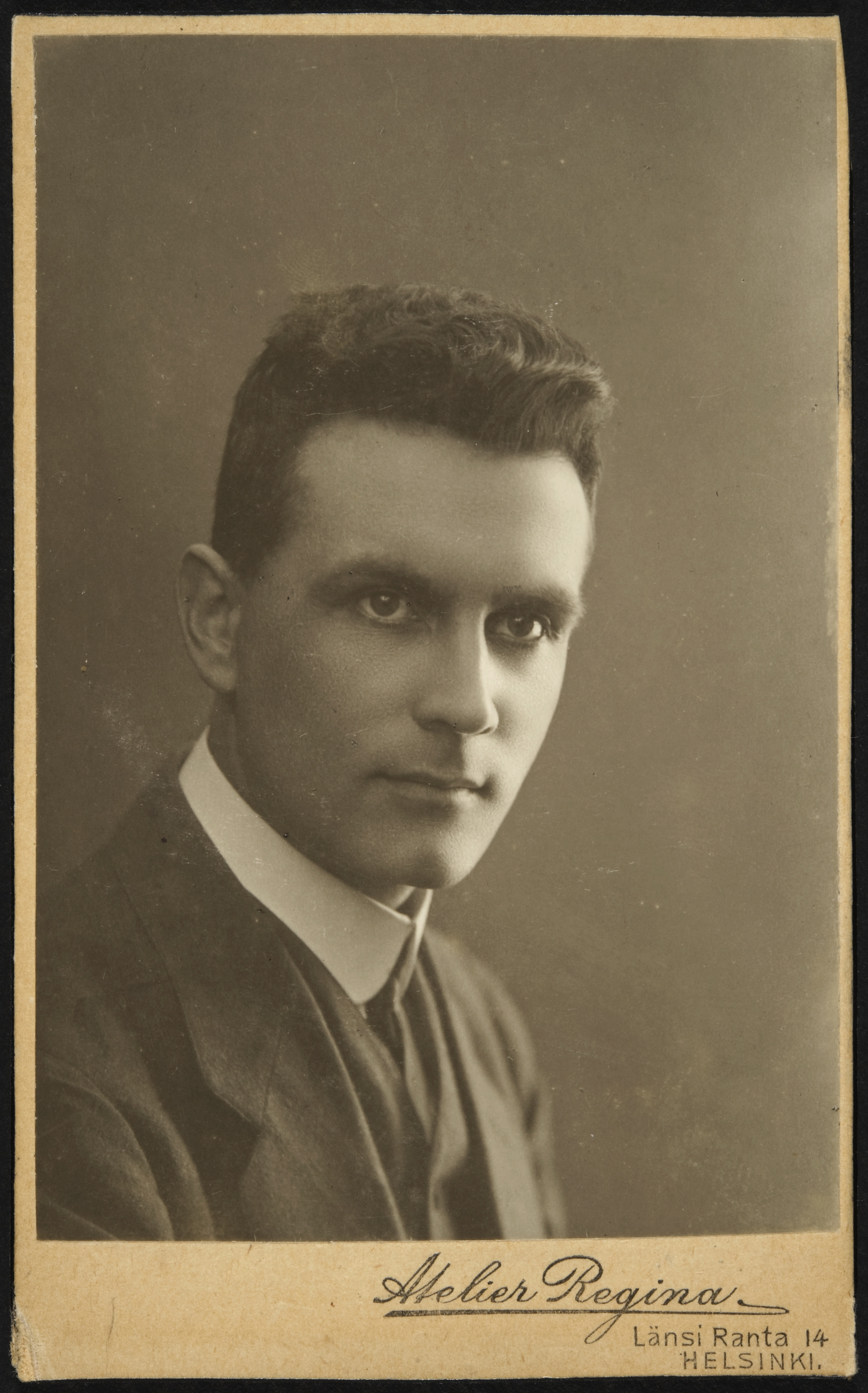
Aarne Michaël Tallgren 1914

Aarne Michaël Tallgren (geboren 8. Februar 1885 in Ruovesi; gestorben 13. April 1945 in Helsinki) war ein finnischer Prähistoriker.
Tallgren war von 1920 bis 1923 Professor an der Universität Tartu, 1923 wechselte er zur Universität Helsinki. Sein Spezialgebiet war die Bronzezeit und frühe Eisenzeit in Osteuropa. Er beteiligte sich an archäologischen Ausgrabungen in verschiedenen Teilen Russlands. 1926 wurde er Mitglied der Finnischen Akademie der Wissenschaften. Von 1926 bis 1938 gab er die von der Archäologischen Gesellschaft Finnlands veröffentlichte Zeitschrift Eurasia Septentrionalis Antigua heraus.

## Publikationen (Auswahl)
- Bronzezeitliches im Uralgebirge, 1913–18
- Zur Archäologie Eestis, 2 Bände
  - Band 1: Vom Anfang der Besiedelung bis etwa 500 n. Chr., 1922
  - Band 2: Von 500 bis etwa 1250 n. Chr., 1925